# Jump on It
| Оценки критиков                  | Оценки критиков |
| Источник                         | Оценка          |
| -------------------------------- | --------------- |
| AllMusic                         | [ 2 ]           |
| Collector's Guide to Heavy Metal | [ 3 ]           |

Jump on It — четвёртый студийный альбом американской хард-рок-группы Montrose, выпущенный 25 сентября 1976 года лейблом Warner Bros.

## Об альбоме
Это второй альбом «Montrose» с участием певца Боба Джеймса и клавишника Джима Алкивара. Также на альбоме в трёх песнях участвовал басист Рэнди Джо Хоббс. Остальные басовые партии были исполнены Альсиваром через бас-клавиатуру, а в туре «Jump on It» басиста не было.
После тура в поддержку этого альбома, вокалист Боб Джеймс после выступления группы в «Winterland», 31 декабря 1976 года, покинул группу, и через день Montrose распались.
Через год Ронни Монтроуз вернулся с сольным инструментальным альбомом Open Fire, выпущенным 2 января 1978 года. На альбоме Монтроуз работал с барабанщиком в стиле джаз-фьюжн Тони Уильямсом.
«Jump on It» стал третьим по величине релизом группы, заняв 118 место в Billboard 200 в октябре 1976 года.

## Список композиций
Кредиты адаптированы из примечаний к вкладышу альбома.
| №  | Название                    | Автор(ы)    | Длительность |
| -- | --------------------------- | ----------- | ------------ |
| 1. | «Let's Go»                  | Montrose    | 4:15         |
| 2. | «What Are You Waitin' For?» | Дэн Хартман | 3:48         |
| 3. | «Tuft-Sedge»                | Монтроуз    | 2:48         |
| 4. | «Merry-Go-Round»            | Монтроуз    | 5:37         |

| №                   | Название            | Автор(ы)            | Длительность |
| ------------------- | ------------------- | ------------------- | ------------ |
| 5.                  | «Music Man»         | Ронни Монтроуз      | 4:16         |
| 6.                  | «Jump on It»        | Монтроуз            | 3:37         |
| 7.                  | «Rich Man»          | Дэн Хартман         | 4:24         |
| 8.                  | «Crazy For You»     | Монтроуз, Лорен Вуд | 4:21         |
| Общая длительность: | Общая длительность: | Общая длительность: | 32:28        |

## Участники записи
Кредиты адаптированы из примечаний к вкладышу альбома.
Montrose
- Боб Джеймс — вокал
- Ронни Монтроуз — гитара
- Джим Алсивар — клавишные, кей-бас
- Денни Кармасси — ударные

Дополнительные музыканты
- Рэнди Джо Хоббс — бас-гитара на «Let’s Go», «Jump On It» и «Rich Man»
- Боб Алсивар — струнные аранжировки

Производство
- Джек Дуглас — продюсер
- Джей Мессина — инженер
- Род О’Брайен — дополнительная запись и инженерия
- Hipgnosis — дизайн обложки и фотография

## Другие источники
- Montrose; Jump On It liner notes; Warner Brothers Records 1976
- Ronnie Montrose; The Very Best of Montrose liner notes; Rhino Records 2000